# Gymnotus anguillaris
Espèce
Gymnotus anguillaris est un poisson d'eau douce de la famille des Gymnotidae qui vit en Amérique du Sud dans les bassins de l'Amazone et de l'Orénoque.

## Description
Gymnotus anguillaris mesure jusqu'à 30 cm. Son corps est allongé et se termine en pointe. Ses nageoires dorsale et caudale sont quasiment invisibles. Sa nageoire anale part très en avant du corps et se prolonge jusqu'à l'extrémité de celui-ci. Sa coloration est brune avec des rayures plus claires.

## Comportement
Cette espèce est relativement agressive et vit en petits groupes. Gymnotus anguillaris se nourrit de petits invertébrés, de larves d'insectes et de crustacés.